# Desmatodon glacialis
Desmatodon glacialis là một loài rêu trong họ Pottiaceae. Loài này được Funck ex Brid. mô tả khoa học đầu tiên năm 1827.